# Filia
Filia (del griego antiguo φίλος [philos], que significa ‘amor’, ‘amistad’, ‘inclinación hacia algo’, ‘afinidad’, ‘afición’, ‘simpatía’ o ‘tendencia’, y del sufijo -ία [-ía], que significa ‘cualidad’), en psicología, son aficiones o atracciones a determinadas realidades o situaciones sociales, por lo tanto, significan lo contrario que las fobias que hacen referencia a los miedos.    

## Composición
Filia es un cultismo que se utiliza con la composición de numerosos vocablos en español, como seudodesinencia.
Dentro del proceso de composición, el sufijo -filia (-φιλία) indica la inclinación apasionada surgida frente a determinadas realidades o situaciones personales.  Estos neologismos hacen referencia a fenómenos psicológicos en los que predomina la afectividad, pudiendo ir desde lo patológico hasta lo normal.

## Formas
Sin embargo, conviene hacer notar que, en el lenguaje cotidiano al emplearse comúnmente como sinónimo de afición, las «filias» no compartan de ordinario, significaciones patológicas; así, para referirse a algunas diversiones cuya nota es cierta intencionalidad evasiva de carácter individual (p. ej., la filatelia y los coleccionismos en general); también para designar diferentes especialidades deportivas, o la actitud de simpatía suscitada por algún grupo étnico o político (p. ej.: anglofilia, germanofilia, etc.).
Muchas de estas filias pueden provocar, e incluso manifestar simultáneamente en ocasiones, el fenómeno contrario. Por ej., el temor a no poder orinar durante un tiempo o en lugar determinado, conduce a la urofilia; la agorafobia a la claustrofilia; la ereutofobia y heliofobia a la acluofilia (o refugio patológico en la oscuridad).

## Respuestas y patologías
Debe advertirse, sin embargo, que las inclinaciones o filias de carácter patológico, salvo muy raras excepciones, no se designan con el repetido sufijo, sino más bien con el de manía en el sentido empleado por los psiquiatras de principios del siglo XIX y que conserva el vocablo alemán Schüchtigkeit, cuya traducción corresponde a la de la propia palabra española «manía» en su acepción vulgar. Así: dipsomanía, cleptomanía, piromanía, poriomanía y oniomanía como impulsos o aficiones patológicas e incoercibles a beber, adueñarse de lo ajeno, hacer fuego, caminar vagando y comprar cosas que no sirven para nada.

### En la educación del niño
Los intereses del niño tienden a definirse y proyectarse sobre personas cercanas, es decir, lo normal es que a un niño le guste y sienta atracción por lo mismo que le gusta a sus padres o por lo habitual en su entorno social.
Especialmente importante es la influencia de la pandilla de amigos a partir de los diez años, en la que se configura una colección de filias (por un tipo de música, equipo deportivo…) comunes a todos los miembros del grupo. Si bien puede ser un proceso positivo por la interacción entre gustos comunes, también puede llevar a la angustia de fingir gustos y preferencias para agradar al grupo sin que sean reales.

## Filias
Utilizando -filia como sufijo se construyen los términos que designan las atracciones más comunes.
Algunas son consideradas parafilias (andromimetofilia). Otras están incluidas dentro del sadomasoquismo (algolagnia). Varias de ellas tienen implicaciones legales y son constitutivas de delito (somnofilia).
A continuación se exponen algunas de las más conocidas: